# Rekensteen

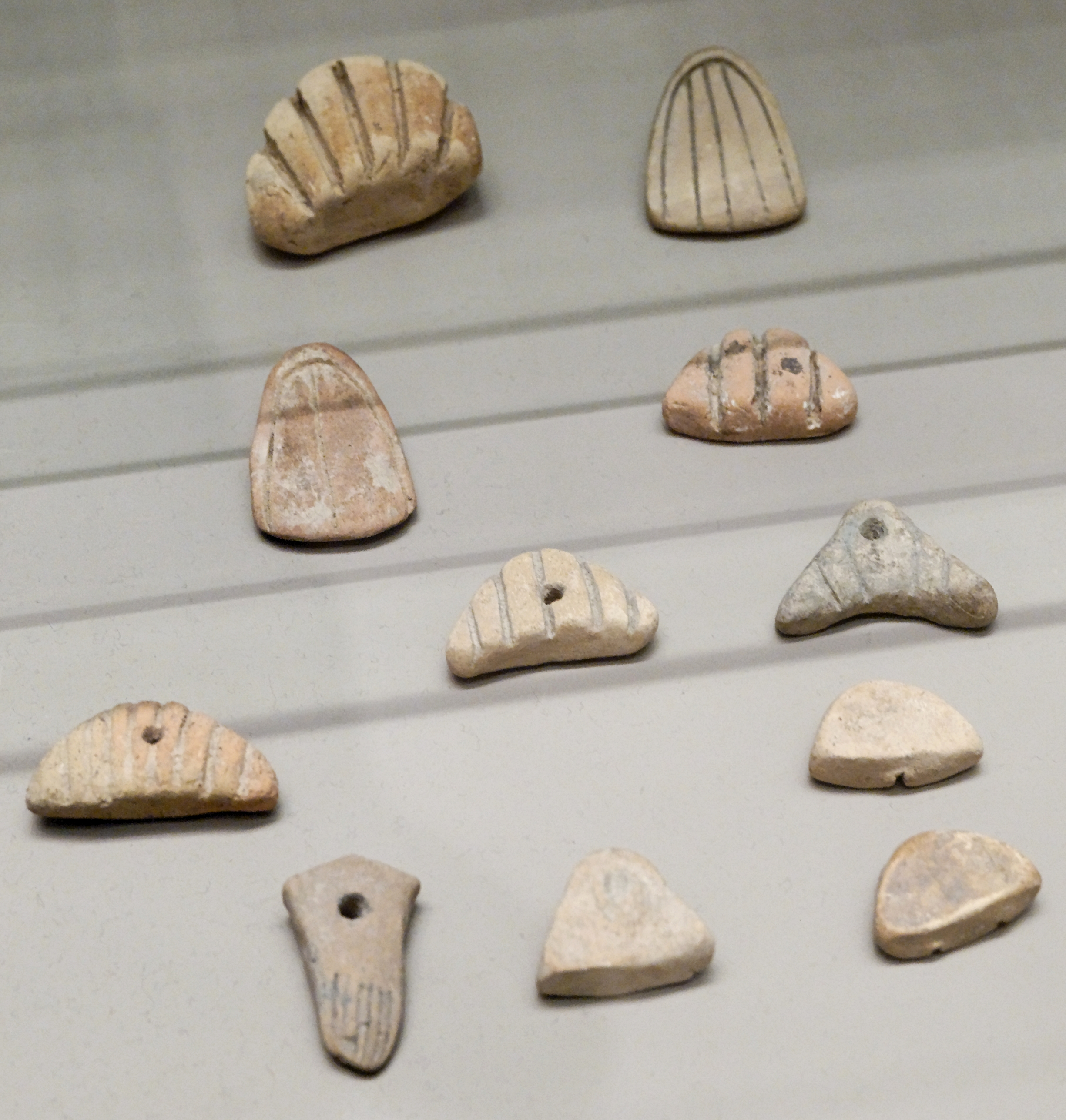
Aardewerken rekenstenen uit Susa, Urukperiode

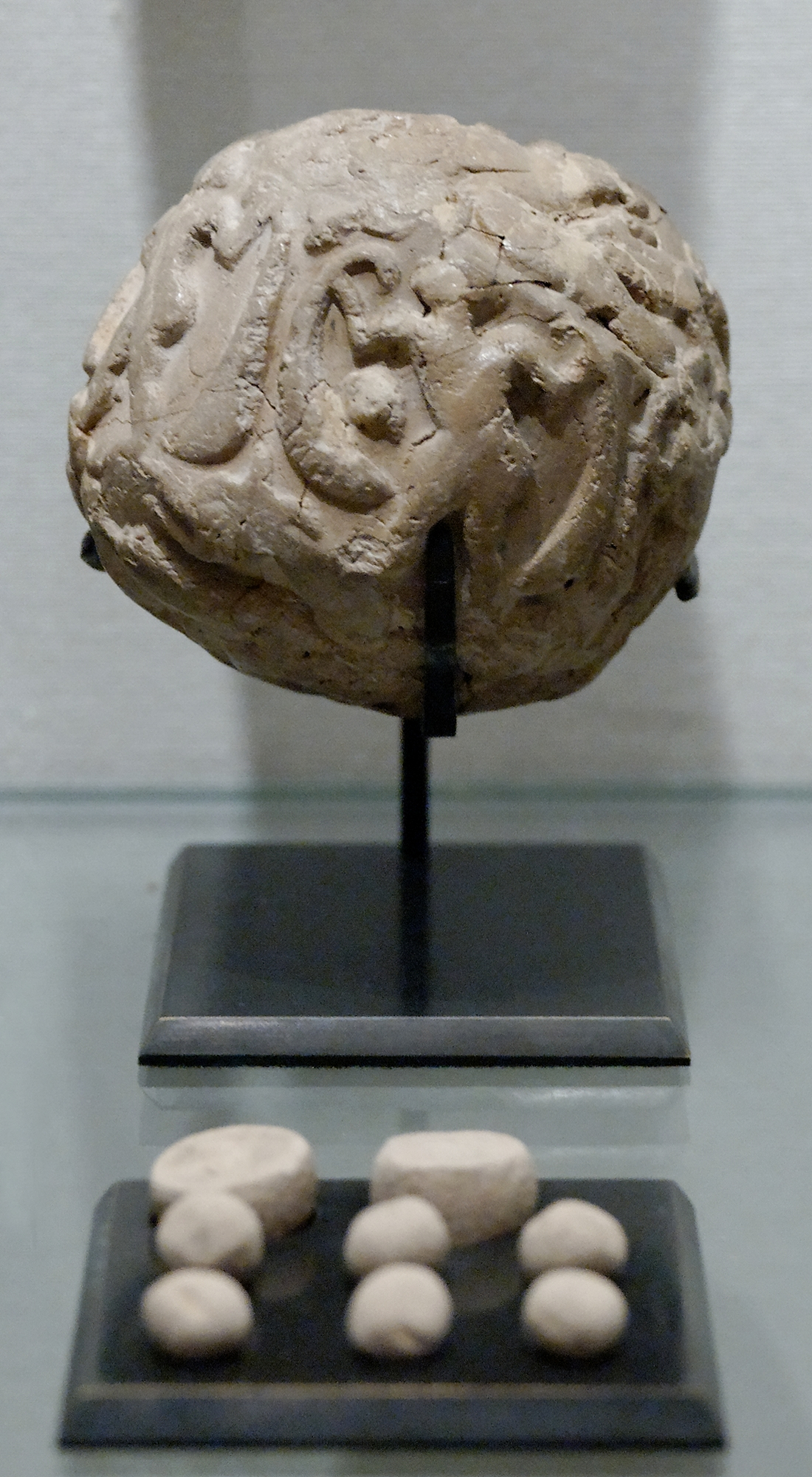
Verzegelde aardewerken bol met rekenstenen uit Susa

Rekenstenen (Latijn: calculi, enkelvoud calculus, diminutief van calx, kalksteen, Engels: token) zijn kleine steentjes, later stukjes aardewerk, gegraveerd met geometrische tekens die dienden als kunstmatig geheugensysteem bij de afwikkeling van leveringen van goederen, bijvoorbeeld bij de vroege beschavingen in Mesopotamië.

## Geschiedenis
Rekenstenen zijn in de nederzettingen van het Nabije Oosten te vinden uit het 8e - 4e millennium v.Chr. De vroegste exemplaren nu bekend komen van twee locaties in de Zagros-gebied van het huidige Iran: Tepe Asiab en Ganj-i-Darius Tepe. 
Al vóór de uitvinding van het schrift in het 4e millennium v.Chr. kon men met bepaalde vormen van rekenstenen concrete aantallen weergeven. Om "twee schapen" vast te leggen nam men twee ronde kleistukjes met elk een + teken erin gebakken. Elk steentje vertegenwoordigde een schaap. Omdat honderd penningen voor honderd schapen onpraktisch zou zijn, bedacht men verschillende steentjes die verschillende aantallen van specifieke grondstoffen vertegenwoordigen. Een conische rekensteen kon de numerieke waarde "1" betekenen, een kogel de waarde "10" en een groot kegelvormig kleistuk de waarde "60". 
Met rekenstenen kon men de handel controleren door aspecten als de hoeveelheid en aard van de handelswaar (zoals broden, bont, oliekruiken) vast te houden. Omstreeks 4000 v.Chr. begon men de steentjes als kralen aan een snoer te rijgen. Om ervoor te zorgen dat niemand het oorspronkelijke aantal en type steentjes kon veranderen bedacht men een klei-envelop in de vorm van een holle bal in welke de steentjes werden geplaatst, verzegeld, en gebakken. Als iemand het aantal betwistte, kon men de bal breken voor een hertelling. Zo verkreeg men een soort "vrachtbrief" en de ontvanger kon controleren of de karavaanleider ook alles had geleverd wat de handelspartner had gestuurd. Een alternatieve methode was om de uiteinden van het koord waaraan de steentjes geregen waren te verzegelen. 
Om onnodig openbreken te vermijden kraste men voordat deze werd gebakken tekens die de steentjes vertegenwoordigden en zegels van getuigen op de buitenkant van de envelop. Deze tekens aan de buitenkant van de envelop vormden aldus het eerste systeem voor het schrijven van aantallen in klei. Ongeveer 3.500 v.Chr. werden de steentjes en enveloppen vervangen door kleitabletten waar met een ronde stift onder verschillende hoeken tekens werden gegraveerd, en vervolgens gebakken. Elk teken vertegenwoordigde zowel de aard en hoeveelheid van de handelswaar. Rond 3.100 v.Chr. werden de geschreven nummers losgemaakt van de dingen die werden geteld en abstracte cijfers werden uitgevonden. De waren werden aangegeven door pictogrammen gegraveerd met een scherpe stift, naast cijfers met een ronde stift. Rekenstenen vindt men nog gelijktijdig met de komst van het schrift en sommige van de calculi zijn vergelijkbaar in vorm of gravering met de vroegste schrifttekens, wat hun interpretatie als concreet getal toelaat.

## Latere vormen
Bij de Grieken en Romeinen werden calculi gebruikt bij het rekenen met het telraam. In de middeleeuwen gebruikte men rekenpenningen.